# آمدئو کالیاری
آمدئو کالیاری (انگلیسی: Amedeo Calliari؛ زادهٔ ۱۲ آوریل ۱۹۸۸) بازیکن فوتبال اهل ایتالیا است.
از باشگاه‌هایی که در آن بازی کرده‌است می‌توان به باشگاه فوتبال کیه‌وو ورونا، باشگاه فوتبال مونتسا، و باشگاه فوتبال آ. ث. لومتزانه اشاره کرد.